# St-Gildas (Auray)

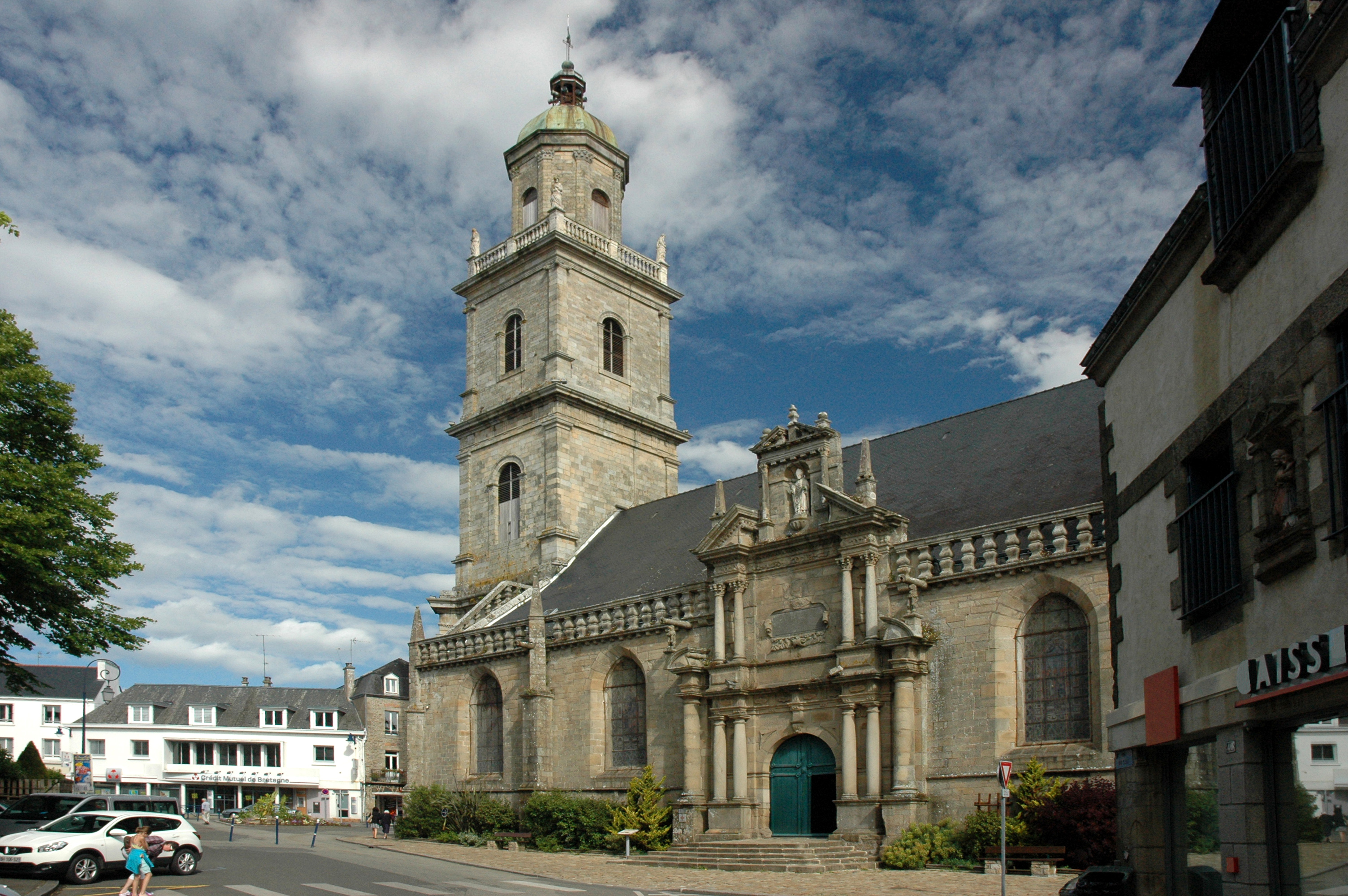
Pfarrkirche Saint-Gildas

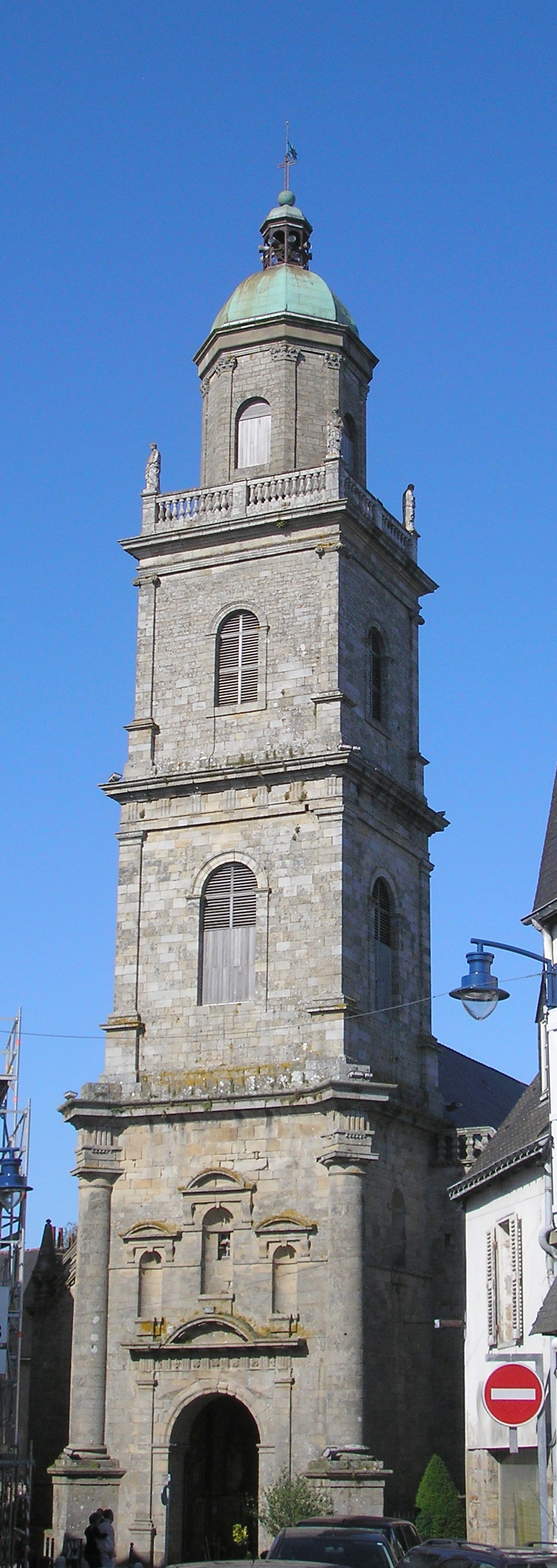
Glockenturm

Die römisch-katholische Pfarrkirche Saint-Gildas in Auray, einer Gemeinde im Département Morbihan in der französischen Region Bretagne, wurde im 17. Jahrhundert an der Stelle eines Benediktinerpriorats errichtet. Die Kirche ist dem heiligen Gildas, auch Gildas der Weise genannt, geweiht, einem Gelehrten und Geistlichen des keltischen Christentums. Im Jahr 1995 wurde die Kirche als Monument historique in die Liste der Baudenkmäler (Base Mérimée) in Frankreich aufgenommen.

## Geschichte
Bereits im 12. Jahrhundert richtete die Benediktinerabtei Saint-Gildas-en-Rhuys in Auray ein Priorat ein, dessen Kirche gleichzeitig als Pfarrkirche diente. Im Jahr 1620 wurde diese Kirche abgerissen und in den folgenden Jahren an ihrer Stelle eine neue Kirche gebaut, die im Jahr 1641 durch den Bischof von Vannes geweiht wurde. Der 1663 fertiggestellte Glockenturm wurde 1832 wieder aufgebaut.

## Architektur

### Außenbau
Im Westen der Kirche erhebt sich der mächtige, quadratische Glockenturm, der durch Gesimse in drei Geschosse gegliedert wird. Er wird bekrönt durch einen kleinen oktogonalen Aufbau mit aufgesetzter Laterne. Die beiden oberen Stockwerke und das Oktogon werden durch Eckpilaster mit dorischen, ionischen und korinthischen Kapitellen verstärkt. Die Vorhalle im Erdgeschoss ist mit der Jahreszahl 1636 bezeichnet. Sie wird von hohen dorischen Säulen flankiert, über dem Portal sind drei, mit Segmentgiebeln verzierte Nischen in die Wand eingeschnitten.
Ein weiteres Renaissanceportal befindet sich an der Südseite. Auf zwei Ebenen sind auf beiden Seiten des Rundbogenportals Säulen angeordnet. Beide Ebenen werden durch Sprenggiebel gegliedert. Bekrönt wird das Portal durch einen ädikulaartigen Aufbau mit einer Figur des Kirchenpatrons.

### Innenraum
Das Langhaus ist dreischiffig. Das Hauptschiff und der gerade geschlossene Chor werden von kassettierten Tonnengewölben gedeckt, die auf hohen Spitzbogenarkaden aufliegen.

## Bleiglasfenster
Die Kirche besitzt Bleiglasfenster aus dem 19. und frühen 20. Jahrhundert, auf denen Szenen aus dem Leben des heiligen Gildas dargestellt sind. Vier Fenster mit der Darstellung der Taufe des heiligen Gildas, des Fischwunders, seiner Aufnahme in den Himmel und der Himmelfahrt Mariens wurden von Eugène-Stanislas Oudinot im Jahr 1874 ausgeführt.

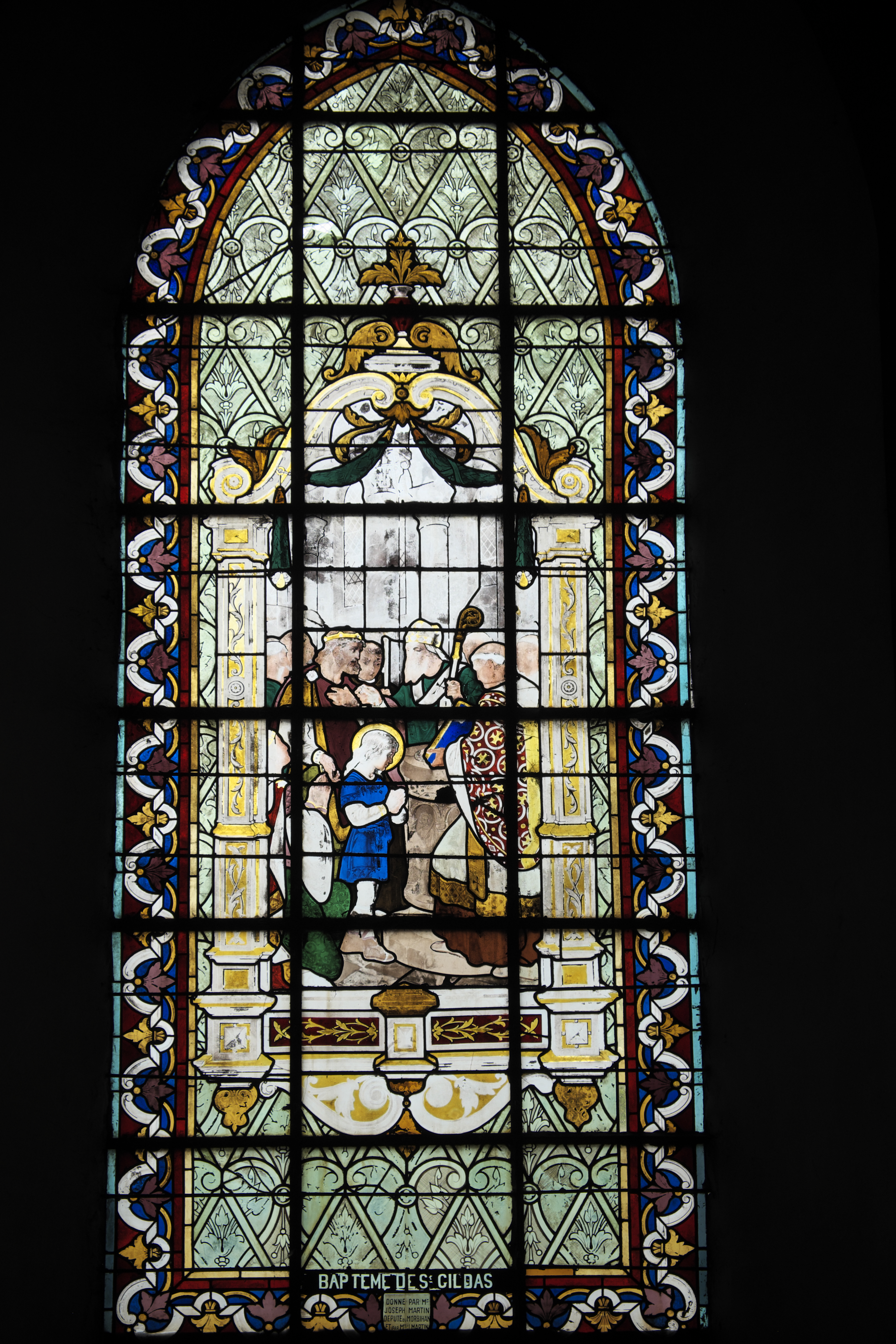
Taufe des heiligen Gildas
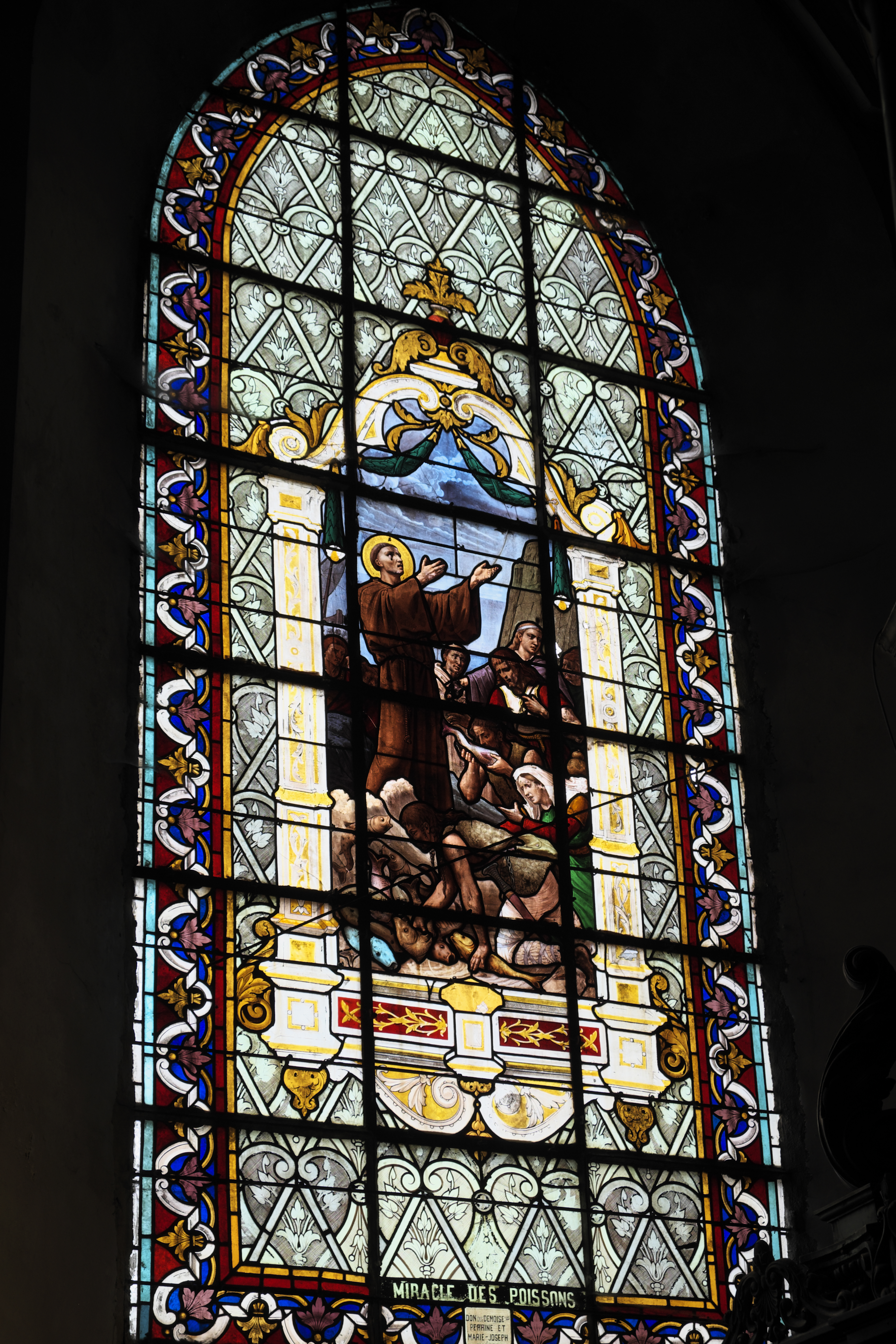
Fischwunder
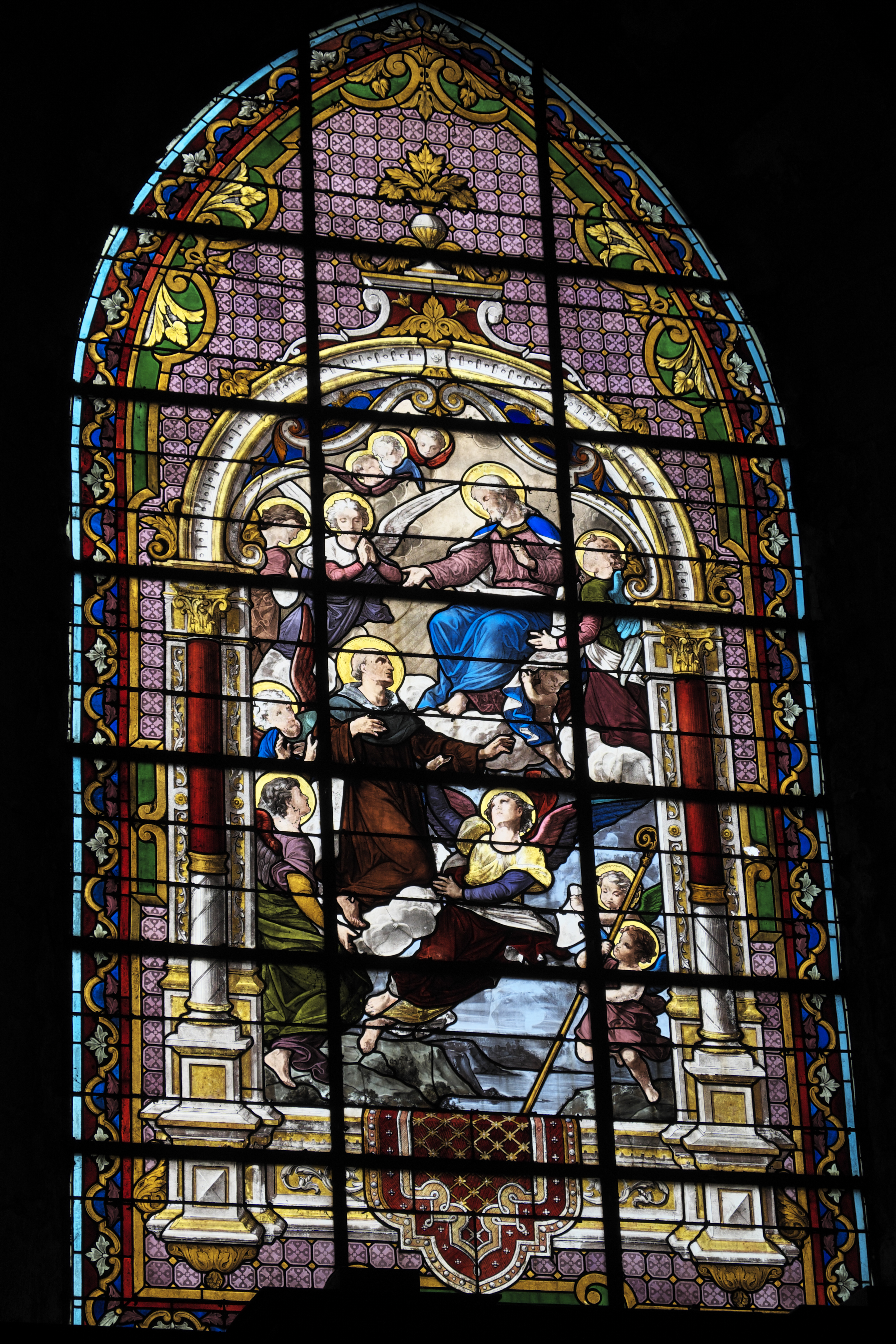
Aufnahme des heiligen Gildas in den Himmel
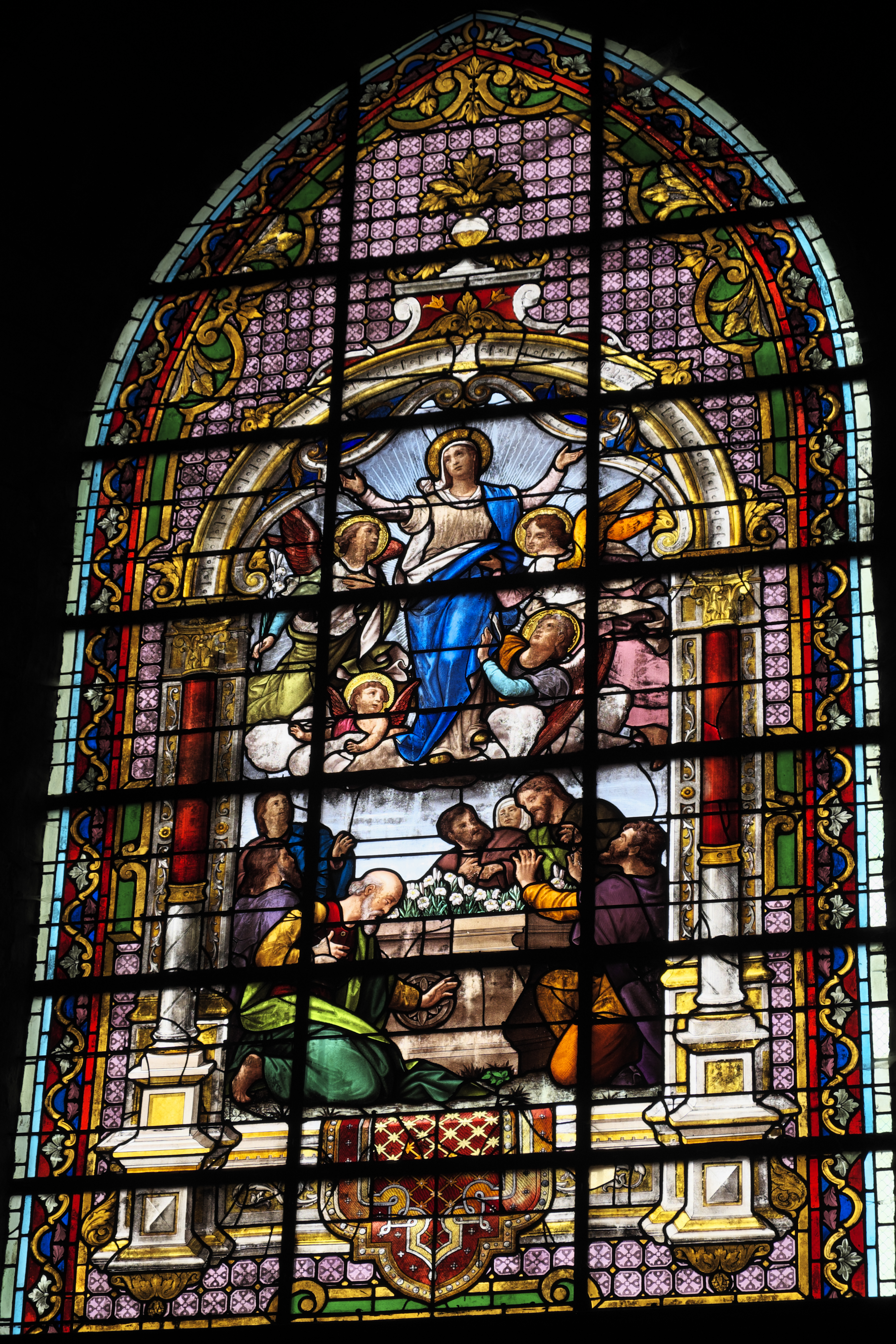
Mariä Himmelfahrt

## Hochaltar

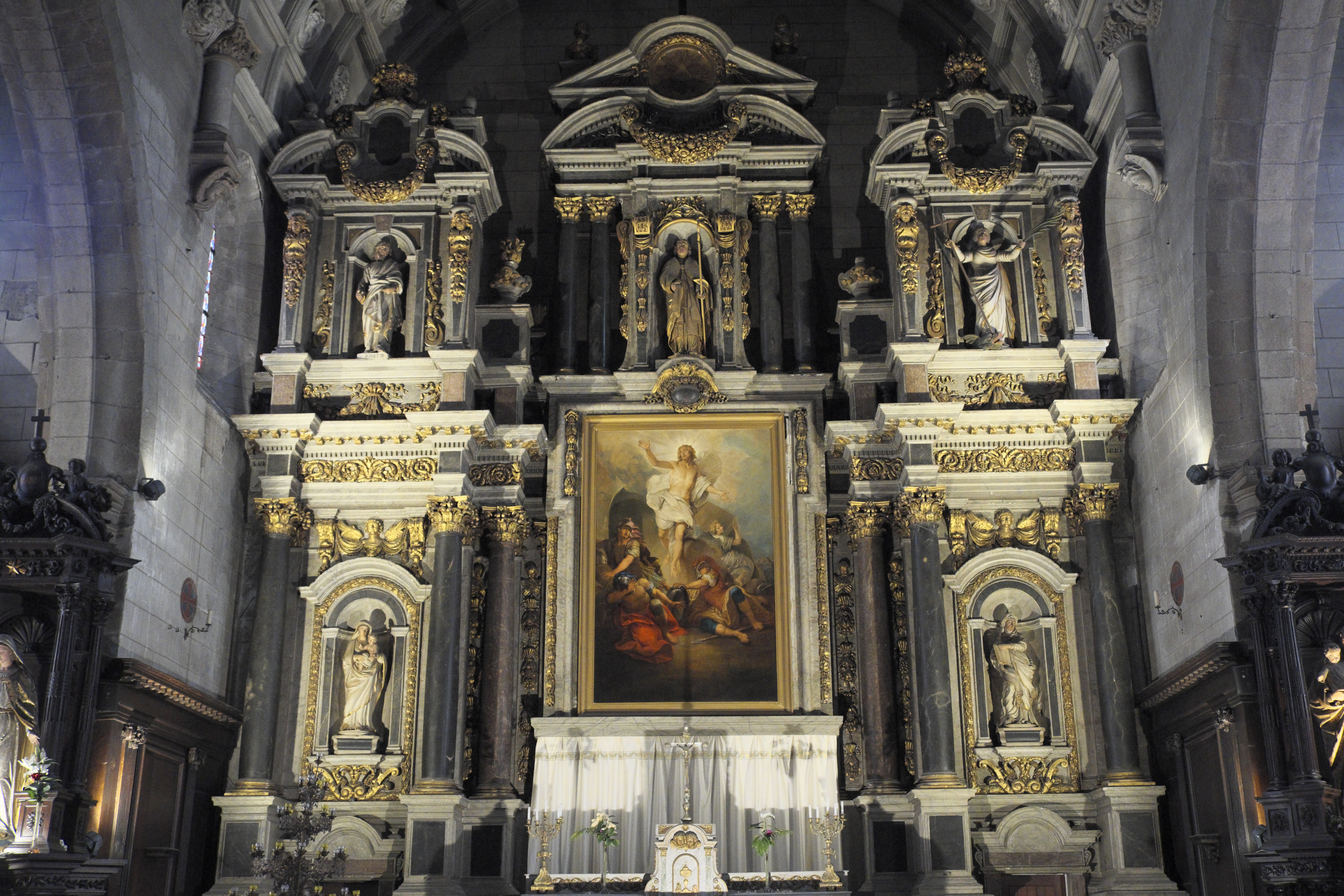
Hochaltar

- Der Hochaltar wurde 1657 bei dem Architekten Olivier Martinet aus Laval in Auftrag gegeben und 1664 in der Kirche eingebaut. 1773 wurde er von Pierre Plessix aus Vannes restauriert und vergoldet. Der Altar ist aus Stein und Marmor gearbeitet, in der Mitte ist ein Gemälde mit der Darstellung der Auferstehung Christi eingesetzt. An den Seiten sind von Säulen gerahmte Nischen ausgebildet, die links mit einer Madonnenfigur und rechts mit einer Figur der heiligen Anna (Unterweisung Mariens) besetzt sind. Weitere drei, von Sprenggiebeln bekrönte Nischen mit Heiligenfiguren bilden den oberen Abschluss. 1965 wurde der Altar als Monument historique in die Liste der denkmalgeschützten Objekte (Base Palissy) in Frankreich aufgenommen.[3][4]

## Liegefigur Christi

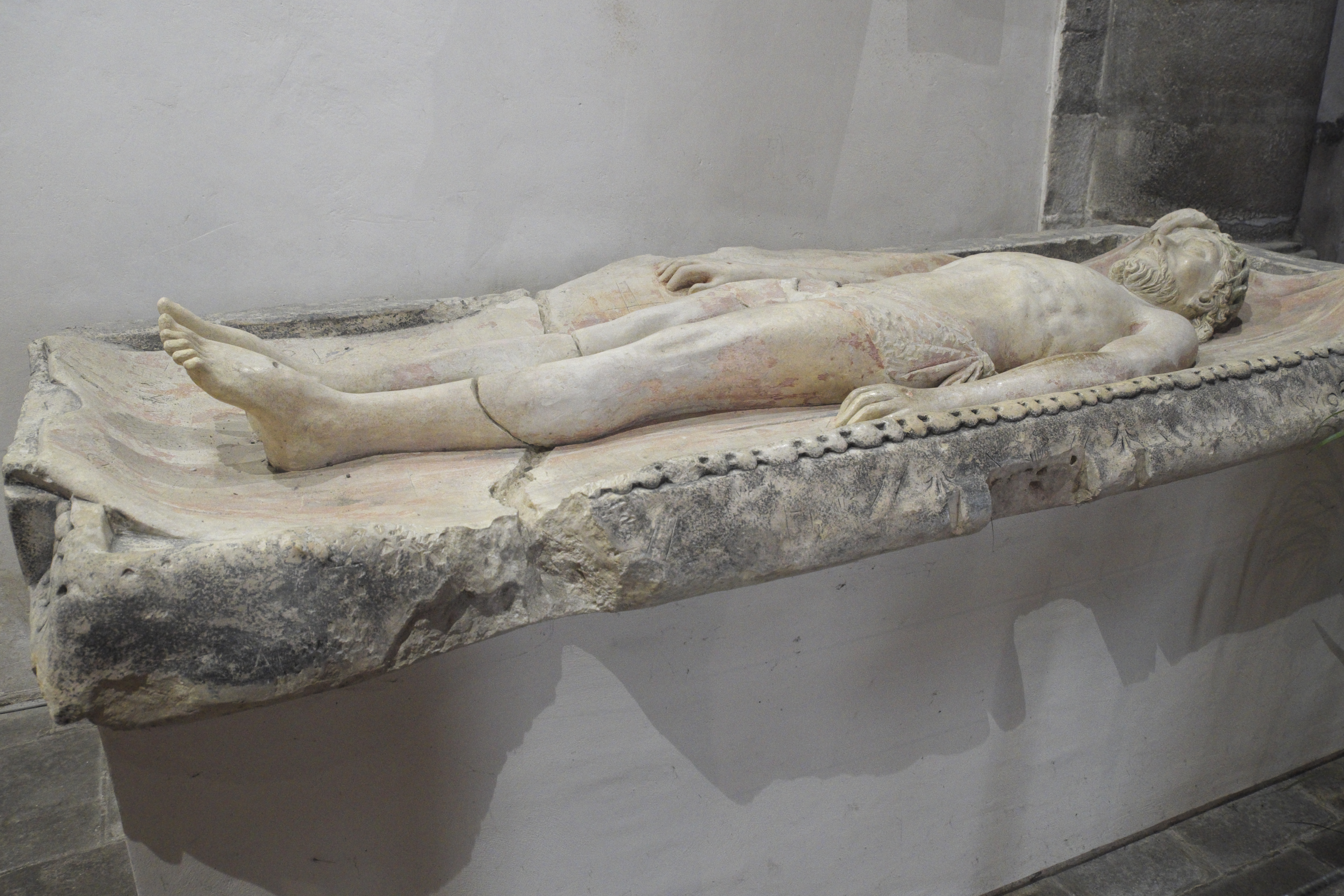
Liegefigur Christi

Die Liegefigur Christi wird in das erste Viertel des 16. Jahrhunderts datiert. Sie gehörte ursprünglich zu einer Grablegungsgruppe, die in der Chapelle du Saint-Sépulchre (Heilig-Grab-Kapelle) des Ordens der Hospitaliter vom Heiligen Geist untergebracht war. Die Figur ist aus Kalkstein gearbeitet und weist noch Farbreste auf. Die anderen Figuren sind nicht mehr erhalten. Im Jahr 2008 wurde die Liegefigur als Monument historique in die Liste der denkmalgeschützten Objekte (Base Palissy) in Frankreich aufgenommen.

## Orgel

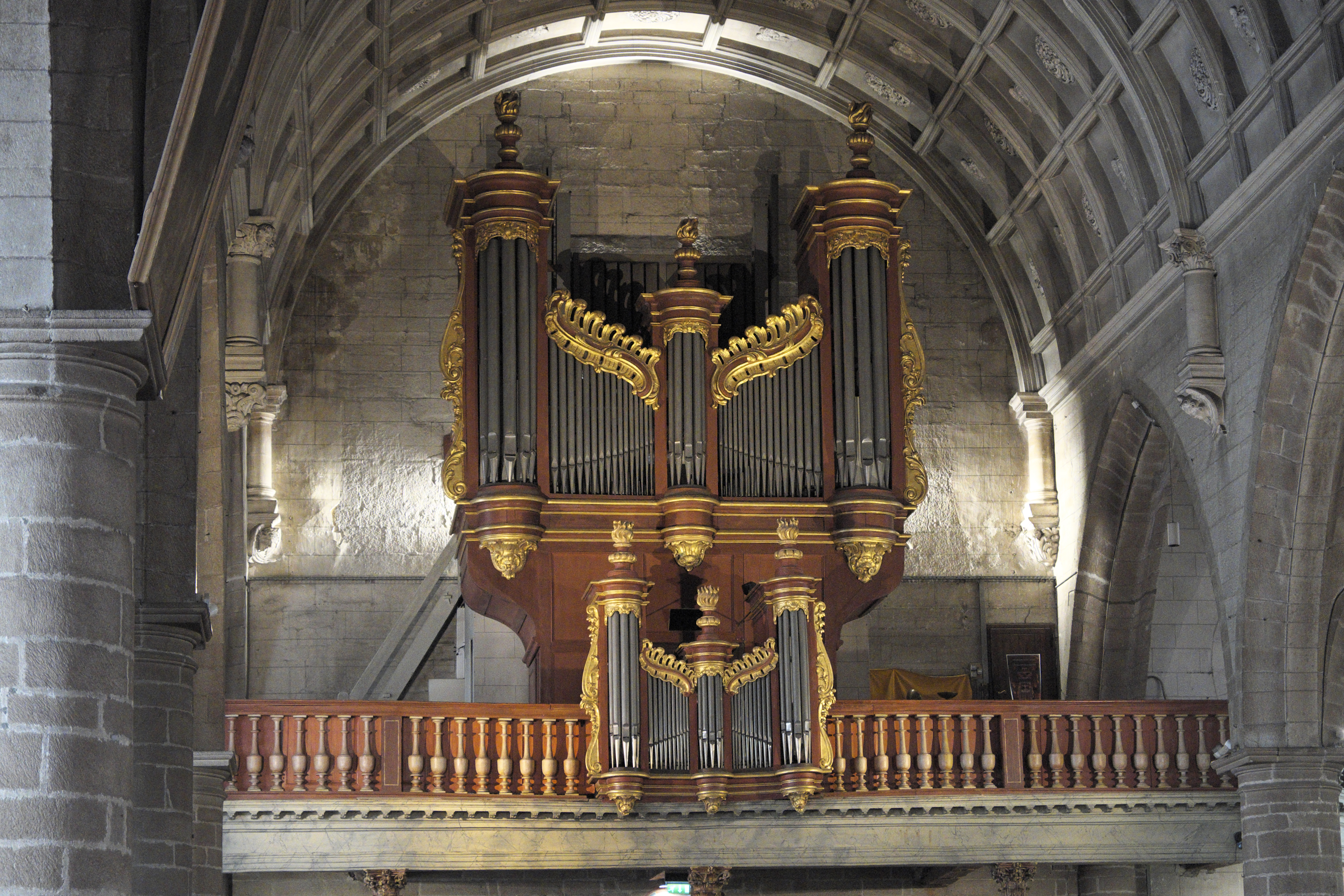
Orgel

Die Orgel besteht aus zwei Prospekten, die auf der Balustrade der Empore aufliegen. Die Orgel wurde 1761 von dem Orgelbauer Humbert Waltrin geschaffen. Sie wurde 1860 von Jules Heyer erneuert und erweitert.